# كيفن إليسون
كيفن إليسون (بالإنجليزية: Kevin Ellison)‏ (23 فبراير 1979 بليفربول في المملكة المتحدة - ) هو لاعب كرة قدم بريطاني في مركز جناح ‏. لعب مع برادفورد سيتي وستوكبورت كونتي وليستر سيتي ونادي ترانمير روفرز لكرة القدم ونادي روذرهام يونايتد ونادي ساوثبورت وهال سيتي ونادي تشستر سيتي ونادي تشورلي ولينكولن سيتي أف سي ونادي ألترينتشام وConwy Borough F.C. ‏ ونادي موركامب.

## وصلات خارجية
- كيفن إليسون على موقع قاعدة بيانات كرة القدم.إي يو (الإنجليزية)
- كيفن إليسون على موقع Soccerbase.com (لاعب) (الإنجليزية)
- كيفن إليسون على موقع Soccerway.com (الإنجليزية)
- كيفن إليسون على موقع عالم كرة القدم.نت (الإنجليزية)